# Sarcelle tachetée
Anas flavirostris
Espèce
Statut de conservation UICN

 LC  : Préoccupation mineure

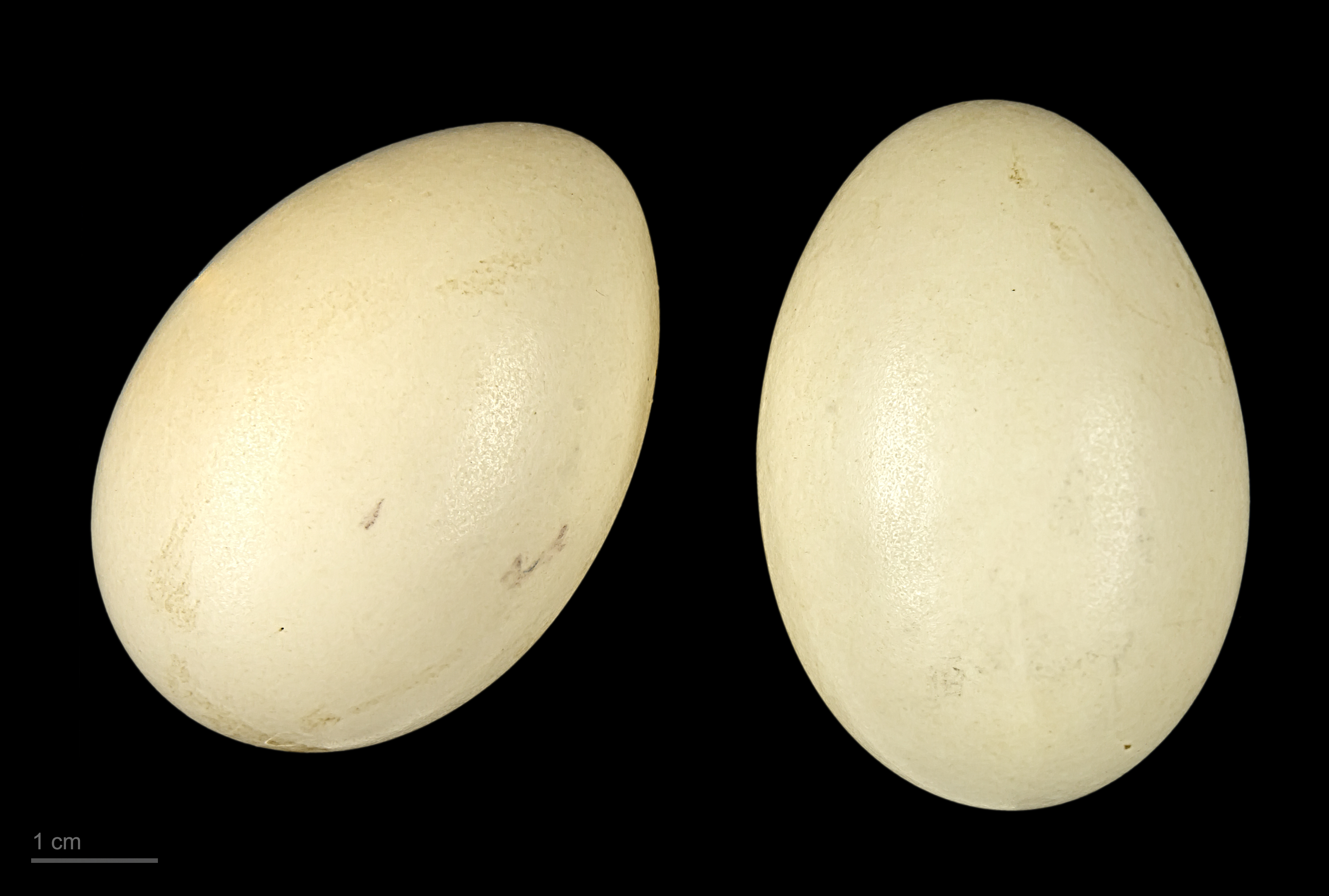
Anas flavirostris oxyptera - MHNT

La Sarcelle tachetée (Anas flavirostris), sarcelle du Chili ou Sarcelle à bec jaune, est une espèce d'oiseaux de la famille des Anatidae.

## Description
Elle est très proche du canard à queue pointue ; elle s'en distingue néanmoins par un cou plus court et l'absence de taches sur les flancs. 

## Sous-espèces
Selon la classification de référence du Congrès ornithologique international (version 15.1, 2025) :
- Anas flavirostris oxyptera Meyen, 1834 — puna ;
- Anas flavirostris flavirostris Vieillot, 1816 — cône Sud, îles Malouines et Géorgie du Sud.